# Путришки
Путришки (бел. Путры́шкі) — агрогородок в Гродненском районе Гродненской области Республики Беларусь. Административный центр Путришковского сельсовета.

## География
Расположен в 7 км в направлении на восток от Гродно, у трассы Р145 (Гродно — Острино — Радунь — граница Литовской Республики (Дотишки))
В агрогородке находится железнодорожная станция «Каплица» на ж/д пути Гродно — Вильнюс и в 2,5 км от агрогородка станция «Аульс», в 14 км аэропорт Гродно. Через агрогородок проходит автобусное сообщения по маршруту Гродно — Озёры.

## История
В 2010 году деревня Путришки преобразована в агрогородок.

## Население

### Численность
- 2019 год — 1 721 жителей

### Динамика
- 1999 год — 2073 жителей (перепись населения)
- 2000 год — 2 029 жителей, 705 дворов[3]
- 2009 год — 1 847 жителей (перепись населения)[4]
- 2019 год — 1 721 жителей (перепись населения)

## Инфраструктура
В агрогородке имеется ГУО «Путришковская СШ», «ясли-сад агрогородка Путришки», Путришковский центр культуры, костёл Святого Казимира, 2 продовольственных магазина, лесопилка, СПК «Путришки», 6 остановочных пунктов. Также населённый пункт имеет объекты частной формы собственности: остановочный и табачный киоск, магазин автозапчастей, фирмы по производству конструкций из пластика и похоронного назначения, массажный кабинет.

## Достопримечательность
- Костёл Святого Казимира (2006).[5]
- Братская могила советских воинов —  Историко-культурная ценность Республики Беларусь, шифр 413В000207.
- Памятник землякам.